# Ligne de tramway 5 (SNCV Groupe de Louvain)
La ligne 5 est une ancienne ligne du tramway de Louvain de la Société nationale des chemins de fer vicinaux (SNCV) qui reliait Louvain à Herent.

## Histoire
Herent - Porte de Malines (Mechelsepoort) - Grand-Place (Grote Markt): ouverture en septembre 1937.